# 胡懿恩
胡懿恩（英語：Amy Woo，3月1日—），多倫多華人社區著名廣播人，司儀，配音員。現為加拿大中文電台多倫多分台節目主持。

## 簡介
生於香港，後隨家人移民多倫多。電子工程系畢業。1999年在機緣巧合被香港著名廣播人黃桂林推薦，並於同年被多倫多著名廣播人廖立暉賞識而進入加拿大中文電台為交通消息報道員。隨即加入兒童節目《兒嬉小天地》，與康子妮、孫小姍提供資訊和娛樂給小朋友。更與鄭敬基、陳定邦主持之下午節目中，報道充滿創意、混合愛情元素之交通消息，並以“交通OL”之名而深入民心。同期更與郭展能、歐宇航、黃麗文等一同主持資訊節目《全線路路通》，於星期一至五下午，每天為聽衆搜尋最新最快最深入之時事話題。
胡懿恩初期之主持風格為青春活潑爲主，隨後開始主持資訊，生活休閒，音樂等等各類型電台節目而續漸趨向成熟風格。2010年代逢周一至周五於《真情康翠瑩》節目内主持《消費GUIDE》（下午1:10 EST）及《社區加油站》，為聽眾帶來多倫多社區内之最新消息。加上和知名家居烹調師容太一同主持《容太醒你》，為家庭主婦帶來簡單健康兼美味的日常菜譜。
於2006年暑假開始於星期日下午推出全新兒童節目《小親親同學會》。烏龍Miss Woo之親切形象更深入民心，亦被受聽衆歡迎。憑著過去兒童節目的經驗，《小親親同學會》之聽衆數目與日趨增，並受到一致好評。Miss Woo常與另外兩位主持醒目蕭Sir（蕭康迪）、長氣劉Sir（劉肇麟）和一班小DJ於兒童節、萬聖節、暑假等特別日子於多倫多市内之購物中心舉行大型活動，為本地華人小朋友帶來不少歡樂。
現除主持節目外，還負責電台廣告製作。除此之外，還會為晚宴、婚禮、大型活動作司儀（Emcee/MC），為廣告公司作配音（Voice Over/VO）。

## 現主持節目
- 《五星級的家》（時間：逢星期一至五中午12點至1點）

## 作品列表
曾主持節目
- 《交通消息》之“交通OL”
- 《兒嬉小天地》[1]
- 《全線路路通》
- 《小親親同學會》
- 《陽光早晨》
- 《真情康翠瑩》
- 《林嘉華加連華》
- 《我有我音樂》
- 《小親親好友營》
- 《醫學新世代》
- 《打開心窗》

曾拍攝之電視廣告
- 《Willowdale Subaru》（2008）
- 《North Toronto Mitsubishi》（2007）
- 《位元堂產品》

曾拍攝之平面廣告
- 《In Beauty Spa》（2008）*現為該纖體公司之代言人

曾配聲之電台廣告
- 無數，包括超級市場，車行，中藥行，美容院，大型購物中心等

故事光碟
- 《千禧珍藏經典系列》Part 1 之《當代童話24孝故事精選》
- 《千禧珍藏經典系列》Part 2 之《七色山莊裏的七個快樂錦囊》

曾主演之舞台劇
- 《真相》